# Phare de Holnis
Le phare de Holnis (en danois : Holnæs Fyr) est le phare le plus septentrional de la côte allemande de la mer Baltique. Il guide la navigation sur le chemin vers le fjord de Flensbourg dans le Schleswig-Holstein. Il se trouve sur le côté est de la péninsule de Holnis, au milieu du quartier de Schausende à Glucksbourg.

## Le vieux phare
Un premier phare sur le fjord de Flensbourg a été construit à Holnis en 1896 en raison de la nécessité d’une balise dans le fjord intérieur près de la péninsule de Holnis. Quelques années après la construction de la tour actuelle, la tour d’origine a été démolie en 1980.

## Le phare de 1967
La construction de la tour actuelle sur le fjord de Flensburg a commencé en 1964 et elle été mise en service en 1967.
La tour ronde actuelle a été construite en béton armé sur une fondation plate, selon la méthode de construction par coffrage glissant. Pour des raisons techniques, la tour a été recouverte d’un revêtement en panneaux de fibres rouges et blancs après sa construction. La hauteur de la tour est de 26,8 m.
L’identification de la balise de mode commun avec les couleurs rouge, blanc et vert est de 6 secondes, la portée de la balise blanche est de 10 (droite), 13 (w) et 11 (gr.) nm, sa hauteur est de 31,9 m au-dessus du niveau de la mer.
La tour, relevant de l’administration des eaux et de la navigation de Lübeck, est sous surveillance à distance par le centre de surveillance WSV à Travemünde. La balise est conçue comme un guide, une croix et une lumière d’orientation pour la navigation dans les fjords. Selon WSV, l’emplacement du phare de Holnis est donné avec les coordonnées suivantes : 54° 51.706' de latitude nord et 09° 34.410' de longitude est.

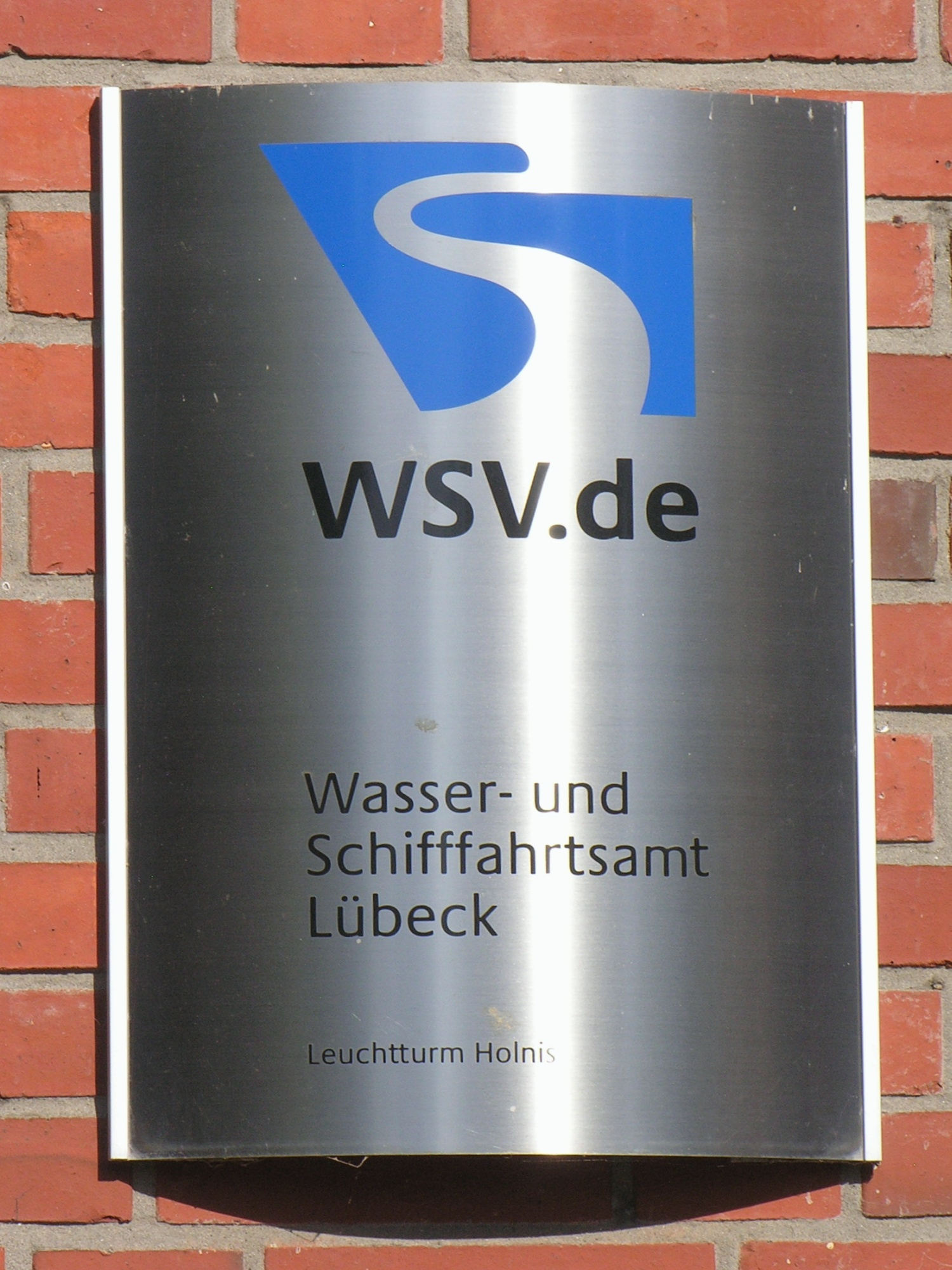
Marquage de la tour WSA Lübeck sur la salle des machines (photo de 2012).

À côté de la tour se trouve une salle des machines, en maçonnerie de clinker, pour les systèmes de contrôle et de surveillance à distance. L’équipement du phare comprend une alimentation électrique de secours, qui bénéficie également à la salle des machines.
Le phare d’aujourd’hui est librement accessible dans la zone de développement nord du village de Schausende sur une colline basse du fjord de Flensbourg. La tour n’est pas accessible aux personnes non autorisées.
À partir de 1906, le gardien du phare de Holnis se voit confier la tâche supplémentaire de surveiller les phares voisins de Lågemade et Rinkenæs. Il a probablement rempli cette tâche jusqu’en 1920, lorsque les plébiscites du Schleswig ont conduit au rattachement du Schleswig du Nord au Danemark.